# Jordi Macabich
Jordi Macabich i Potau fue un agente y dibujante de cómic español (Barcelona, 1925-Hospitalet de Llobregat, 10 de abril de 2015)

## Biografía
Jordi Macabich comenzó su carrera a mediados de los años cuarenta en editoriales como Ameller, Toray o Marco, antes de pasar a Bruguera en los años cincuenta, donde colaboró en series como El Inspector Dan.
En 1957, fundó con Barry Coker la agencia de cómic Bardon Art.
En mayo de 2009 fue galardonado con el Premio Ciudad de Hospitalet de las artes y las culturas.

## Obra
| Años | Título                                        | Guionista                     | Tipo                  | Publicación                  |
| ---- | --------------------------------------------- | ----------------------------- | --------------------- | ---------------------------- |
| 194- | Rolsen                                        |                               | Serial                | Ameller                      |
| 1946 | El Capitán Coraje núm. 1                      | Ayné Arnau                    | Serial                | Toray                        |
| 1947 | Bing Colt                                     | Carvajal                      | Serial                | Marco                        |
| 1950 | Aunque le cueste creerlo                      | [                             | Serie colectiva       | Pulgarcito                   |
| 1950 | Dígame vd.                                    |                               | Serie colectiva       | Pulgarcito                   |
| 1951 | El Inspector Dan núm. 12, 14, 16, 18, 30 y 47 | González Ledesma, Víctor Mora | Serial                | Bruguera                     |
| 1952 | El Inspector Dan                              | González Ledesma, Víctor Mora | Serie                 | Pulgarcito                   |
| 1955 | Celia, suplemento para niñas                  |                               | Serial                | Bruguera                     |
| 1955 | La cabaña del Tío Tom                         | José Antonio Vidal Sales      | Monografía            | Bruguera: Historias, núm. 5  |
| 1956 | El milagro de Fátima                          | María Martí                   | Monografía            | Bruguera: Historias, núm. 11 |
| 1958 | Gran Oeste                                    |                               | Serial                | Ferma                        |
| 1959 | Claro de Luna                                 |                               | Serial                | Ibero Mundial                |
| 1977 | Solidaridad con El Papus                      |                               | Monografía colectiva  | Edición colectiva            |
| 1984 | El Inspector Dan                              | Víctor Mora                   | Monografía con Darnís | BO                           |